# Közép-albániai felkelés
A közép-albániai felkelés (albánul kryengritja e Shqipërisë së Mesme) 1914. május 21-étől szeptember 6-áig tartó, kormányellenes fegyveres lázadás volt Albánia középső területein, amely jelentős mértékben hozzájárult az Albán Fejedelemség uralkodója, Vilmos 1914. szeptemberi menekülésével kicsúcsosodó alkotmányos válsághoz. Az újkori Albánia függetlenségére és államiságára tett első, 1912 óta – nagyhatalmi forgatókönyv szerint – zajló kísérlet a közép-albániai felkelés győzelmével elbukott, és öt évnek kellett eltelnie az 1920. januári lushnjai kongresszusig ahhoz, hogy az albánok nemzeti összefogással ismét rendezzék hazájuk közjogi alapjait és folytathassák az államépítés munkáját.
1912-ben Albánia függetlenné vált az Oszmán Birodalomtól, majd a nagyhatalmak képviselői által 1913 júliusában ratifikált albán statútum értelmében alkotmányos monarchia lett. Az így létrejött Albán Fejedelemség trónjára 1913 őszén a német Wilhelm zu Wied herceget, uralkodói nevén Vilmos fejedelmet jelölték. A trónt de facto 1914. március 7-én elfoglaló fejedelem híján volt az államférfiúi erényeknek és a közigazgatási tapasztalatoknak, ráadásul Albániában zűrzavaros belpolitikai helyzettel kellett szembenéznie. A szomszédos Szerbia hadserege az elcsatolt területek albánságának üldözésén túlmenően többször betört albán területre és egész falvakat dúlt fel. Görög katonai támogatással 1914 februárjában kikiáltották az Észak-epiruszi Autonóm Köztársaságot, amely jelentős dél-albániai területeket vont ellenőrzése alá, és az év folyamán változó intenzitással ugyan, de folytatta hadmozgásait az újabb albán területek bekebelezéséért. A rend helyreállításában Vilmos jóformán csak a holland tisztek irányította nemzetközi csendőrségre és Isa Boletini fegyvereseire támaszkodhatott. A fejedelem közvetlen környezete sem adott túl sok okot a bizakodásra: a jobbára tétlen Përmeti-kormány erős embere, Esat Toptani a háttérben saját uralkodói ambícióit dédelgetve készítette elő hatalomra kerülését.
A közép-albániai felkelés közvetlen előzménye éppen Toptani 1914. május 17-ei puccskísérlete volt. A Közép-Albániában kiterjedt birtokokkal rendelkező pasa felfegyverezte latifundiumai parasztságát és az ott menekültként meghúzódó bosnyákokat, majd a főváros, Durrës megtámadására buzdította őket. Mesterkedéseit leleplezték, és május 18-án menesztették a kormányból, másnap pedig letartóztatták és Olaszországba száműzték. Felfegyverzett párthívei május 21-én Kavajában zavargásokat idéztek elő, ami csakhamar fegyveres ellenállássá fokozódott. Kezdetét vette Durrës hónapokon át tartó ostroma. A lázadás fő központjai Shijak és Tirana voltak, de a felkelők az elkövetkező hónapokban elfoglalták Kruját, Elbasant, Beratot és legvégül Vlorát is. A lázadás eleinte híján volt a hierarchikusan szervezett irányítótestületnek, de idővel egyfajta forradalmi kormányzatot alakítottak, és vezetőik közül kiemelkedett Haxhi Qamili. Társadalmi és ideológiai hátterét, motívumait tekintve a felkelést meglehetős sokszínűség és ötletszerűség jellemezte. Bár a kezdeti időkben követeléseikben nagy hangsúlyt kaptak az iszlamista és oszmanista elemek (muszlim uralkodó kijelölése, Albánia visszakerülése oszmán fennhatóság alá stb.), a mozgalom kiszélesedésével egyre határozottabban a fejedelem és kormánya, az ország társadalmi-gazdasági helyzete miatti általános elégedetlenség táplálta dühüket. A felek közötti meg-megújuló tárgyalások és fegyverszünetek nem vezettek eredményre. A fejedelmet támogató rendvédelmi alakulatok egyre kevésbé tudtak ellenállni a számban folyamatosan gyarapodó – gyakran az északepiróta milíciákkal együtt harcoló – felkelők nyomásának. Az elvben a fejedelem mellett álló északi nemzetségfők pedig (pl. Prenk Bibë Doda, Ahmet Zogolli) jobbnak látták kivonni magukat a csatározásból, és 1914 júliusára szűkebb pátriáikba visszahúzódva a távolból követték a fejleményeket. Miután augusztus közepére az államkincstár is kiürült, az ellenállás hasztalannak bizonyult: 1914. szeptember 3-án Vilmos fejedelem és a Përmeti-kormány tagjai elmenekültek az országból, az Albán Fejedelemség de facto megszűnt létezni.
Ezzel a felkelés győzedelmeskedett. A lázadók szeptember 6-án bevonultak Durrësba és a főváros utcáin felvonták az oszmán lobogót. Pár nappal később Mustafa Ndroqi vezetésével megalakították szenátusukat, és felajánlották az albán koronát az 1909-ben trónfosztott II. Abdul-Hamid oszmán szultán egyik fiának. De míg a felkelésben részt vevő széles tömegek társadalmi és politikai sokszínűségét elfedte az egyazon célért, a fejedelem és a kormány megbuktatásáért folytatott harc, most, amikor az ellenség legyőzését békés építkezésnek kellett volna felváltania, kiviláglottak a különbségek, és a vezetők körében felütötte a fejét a viszálykodás. 1914 októberében a korábban száműzött Esat Toptani olasz és szerb anyagi támogatással visszatért az országba, és a felkelők szenátusát félreállítva átvette a hatalmat. Despotikus hatalma ellen 1914 novemberétől a korábbi felkelés vezetői ismét szervezkedni kezdtek, és a Krujai Liga égisze alatt egy újabb fegyveres ellenállás bontakozott ki Közép-Albániában.

## Előzményei
Vilmos 1914. március 7-én érkezett meg Durrësba, hogy elfoglalja az Albán Fejedelemség számára kijelölt trónját. Az addig a közügyeket intéző Nemzetközi Ellenőrző Bizottság Vilmos kezébe tette le a végrehajtói hatalmat, aki az általa miniszterelnöknek kinevezett Turhan Përmetinek, a március 18-án felesküdött Përmeti-kormánynak adta át a közügyek irányítását. A kormányfő személye és a kormány összetétele felzúdulást keltett a haladó gondolkodású albánok körében, különösen a gátlástalan intrikus hírében álló, bel- és hadügyminiszternek kinevezett, saját uralkodói ambícióit dédelgető Esat Toptani kulcspozíciókba kerülése borzolta fel a kedélyeket.
Eközben a fiatal államnak a gazdasági, infrastrukturális és kulturális elmaradottságon kívül számos, a létét veszélyeztető helyzettel kellett szembenéznie. A szerb hadsereg 1914 tavaszától több ízben betört albán területre, s nem kímélték sem az útjukba eső falvakat, sem azok lakóit. Ennél is nagyobb volt a fenyegetettség Dél-Albániában, amelynek nagy részét a görög hadsereg 1912 vége óta megszállva tartotta, s egy nagyhatalmi ultimátum értelmében 1914. március 1-jéig meg kellett kezdenie csapatai kiürítését. Éppen mielőtt az ultimátum által megszabott nap elérkezett volna, 1914. február 28-án az elszakadáspárti görögök felkelést robbantottak ki Dél-Albániában, és Gjirokastra fővárossal kikiáltották az Észak-epiruszi Autonóm Köztársaságot. A fővároson kívül Saranda, Himara, Delvina, Përmet és Korça vidékét magában foglaló államalakulattal márciustól megindultak a tárgyalások, és áprilisban már körvonalazódott az albán–északepiróta korfui egyezmény tartalma. Időközben a Nemzetközi Ellenőrző Bizottság kötelezettségeinek megfelelően elkészítette az Albán Fejedelemség alaptörvényét, amely 1914. április 10-én lépett életbe. Az alaptörvény nagyhatalmi garanciával deklarálta az ország semlegességét, felállított egy négy miniszterből álló, az uralkodónak felelős végrehajtó tanácsot, és elrendelte a törvényhozó nemzetgyűlés összehívását.

## Esat Toptani puccskísérlete

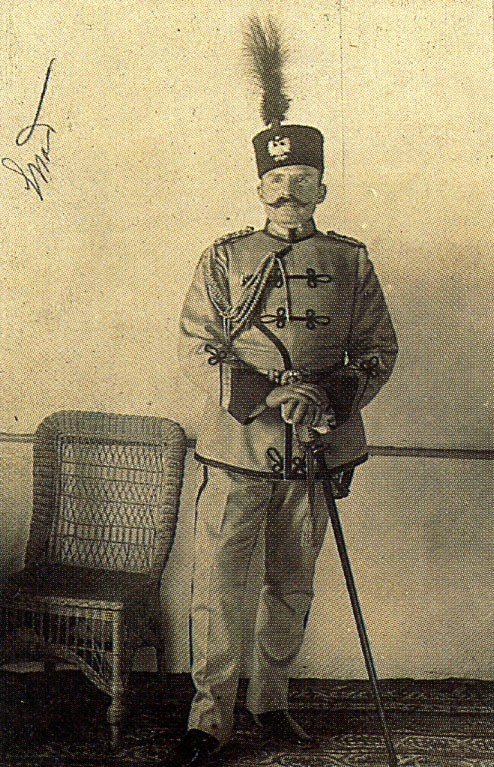
Esat Toptani 1914 márciusában

Toptani nem fogadta kitörő lelkesedéssel a nemzetgyűlés gondolatát. Titkos politikai tervei megvalósulását hátráltatta volna bármely efféle, a nemzet politikai egységét kifejező lépés. Elsősorban azt remélte, hogy nagyszámú közép-albániai párthívével a háta mögött és a kormány befolyásos tagjaként személyes ambícióit építheti, ugyanakkor miniszteri posztját és Vilmos uralkodói tekintélyét politikai ellenfelei félreállítására használhatja fel. Ez utóbbira hamarosan alkalom is adódott, amikor 1914. április 10-én a Mat-vidék nemzetségfője – egyúttal Toptani unokaöccse –, a fiatal Ahmet Zogolli (a negyedszázaddal később királlyá koronázott I. Zogu) audienciára jelentkezett Vilmos fejedelemnél, hogy az új, aláírás előtt álló alkotmány szellemének megfelelően a nemzetgyűlés azonnali összehívását sürgesse. Zogolli nagyszámú fegyverest tudhatott maga mögött, ráadásul már korábban is nagybátyjával szembeszállva fogta pártját a Qemali-kormánynak, ezúttal pedig ismét az alkotmányos rend mellé állt az összehívandó nemzetgyűlés kérdésében. Mindemellett a találkozót követően Vilmos jelét adta, hogy rendkívül jó benyomást tett rá az ifjú mati nemzetségfő. Toptaninak több sem kellett ahhoz, hogy politikai terveire nézve veszélyesnek ítélje meg unokaöccsét, és megpróbálta letartóztatni. Igyekezete azonban Vilmos ellenállásán megbukott, és Zogolli szabadon hazatérhetett. Mati sasfészkébe érve azonban a tapasztaltak alapján levonta magának a következtetést, hogy Vilmos hosszan nem fog uralkodni az albán nemzeten, és bizonyos volt abban, hogy nagybátyja valamely úton-módon magához ragadja a hatalmat.
Esat Toptani eközben elszánta magát a cselekvésre. Párthíveit, birtokai parasztságát és a Shijak környékén letelepedett bosnyák menekülteket felfegyverezte, hogy előkészítse hatalomátvételét. Azt remélte, hogy egy általános lázadás aláásná Vilmos tekintélyét, és megnyílhat az út az előtt, hogy ő váljék Albánia uralkodójává. Toptani azonban több ponton elszámította magát. Egyfelől a mögötte állók tömege nem érte el azt a kritikus szintet, amire szükség lett volna, másfelől Vilmos fejedelem neszét vette felségsértő tevékenységének, és csak az alkalomra várt, hogy ezt rábizonyíthassa. Miután Toptani észlelte a kialakult helyzetet, merész lépésre szánta el magát. Május 8-án benyújtotta a lemondását, és a fejedelemtől kért kihallgatáson drámai eszközökkel ecsetelte az őt ért méltánytalanságot, hogy a hazáért tett több éves szolgálatai ellenére a felségsértés gyanúja merült fel személyével kapcsolatban. Vilmos végül nem fogadta el Toptani lemondását, sőt, buzdította a munka folytatására. Toptani ismét biztonságban érezte magát, és folytatta magánmilíciája szervezését.
Május 17–18-án utasítására Shijakban felfegyvereztek kétszáz embert, színleg azzal a céllal, hogy az északepiróták ellen menjenek harcolni, valójában azzal a titkos tervvel, hogy megtámadják a fővárost, Durrëst. A főváros katonai parancsnoka, a holland Johan Sluys őrnagy a hír hallatán megtette az első lépéseket a város védelmének megerősítésére. Az eddigre már ismét Durrësban tartózkodó Toptani azonban hadügyminiszteri minőségében az előkészületek felfüggesztésére utasította, és közölte Sluysszal, hogy városparancsnoki jogait és feladatait átruházta egy eladdig ismeretlen olasz tüzérkapitányra, bizonyos Moltedóra. Vilmos azonban ismét közbelépett, Sluyst a posztján hagyta, Toptanit pedig felszólította a lemondásra.
Másnap, május 19-én az esti órákban Vilmos fejedelem volt minisztere letartóztatását is elrendelte. A fejedelmi palota kertjének lőállásaiban elhelyezkedő Sluys emberei fegyvereiket Toptani közeli házára szegezték, és megadásra szólították fel a bent lévőket. Toptani azonban nem adta meg magát, így csakhamar tűzharc alakult ki, amelynek során egy tüzérségi lövedékkel eltalálták a Toptani-ház hálószobáját. A túlerőt látva Toptani megadta magát, és miután a fejedelem magántitkára, Duncan Heaton-Armstrong letartóztatta, a partoknál horgonyzó osztrák–magyar Szigetvár cirkáló fedélzetére kísérték. Másnap a durrësi olasz nagykövet, Carlo Aliotti hevesen tiltakozott az eljárás ellen, és – a román nagykövet támogatásával – követelte, hogy Esat Toptani szabadon Olaszországba távozhassék, ahol biztosítják számára a közéleti tevékenység szabadságát. Vilmos fejedelem az osztrák–magyar tiltakozás ellenére ezt jóváhagyta, azzal a feltétellel, hogy engedélye nélkül többet albán földre nem lép és trónigényéről is lemond, így Toptanit átadták az olaszoknak, akik Bariba szállították. Toptani legközelebbi fegyvertársait az albán kormányszervek letartóztatták. Másnap, 1914. május 20-án a Përmeti-kormány formálisan feloszlott, majd azonnal újjáalakult, ám a Toptani híveiül számító kormánytagok nélkül.
Az albán belpolitika szempontjából nagy megkönnyebbülést jelentett az intrikus Toptani és híveinek eltávolítása, több, az eseményeket addig – Toptani személye miatt – csak távolról szemlélő albán hazafi ekkor állt a fejedelem kormánya mellé. Az ezt követő titkosrendőrségi vizsgálatok és kihallgatások során fény derült arra, hogy Toptani és májusi puccskísérlete mögött az olaszok álltak, akik rajta keresztül kívántak befolyást gyakorolni az albániai belpolitika alakulására. Ennek következményeként június 5-én több olasz tisztet lefogtak és száműztek Albániából. Befolyásuk azonban nem szűnt meg, az elkövetkező hónapok felkelésének hátterében továbbra is olasz kezek mozgatták a szálakat.

## A felkelés kirobbanása
Esat Toptani eltávolításával korántsem oldódott meg a belpolitikai helyzet. Május 21-én zavargások törtek ki Kavajában, amelynek során a Toptani letartóztatásán felháborodott városlakók, a pasa hívei az albán zászló helyébe felhúzták a török lobogót. A durrësi kabinet május 22-én a holland Saar kapitány vezetése alatt mintegy nyolcvan csendőrből és kormánykatonából álló, géppuskával felszerelt alakulatot küldött Kavajába, hogy leverjék a rebelliót. Útközben azonban, ahogy áthaladtak Shijakon, súlyos incidens történt: a kormánycsapat tévedésből lelőtt három helyi lakost, miután lázadóknak gondolták őket. A felháborodott lakosság megtámadta a különítményt, lefegyverezték a tagjait, majd elfoglalták a Durrës keleti határában fekvő rashbulli magaslatot. Másnap, május 23-án a lázadók Haxhi Qamili vezetésével megindultak és egy puskalövés nélkül, akadálytalanul bemasíroztak a fővárosba. Az olasz követ, Carlo Aliotti azonnal felkereste az uralkodót, és a veszélyt felnagyítva felajánlotta, hogy az olasz Misurata jachton védelmet biztosít a fejedelem és családja számára. Vilmos először tiltakozott, csak felesége és gyermekei számára kérte a védelmet, de végül Zsófia fejedelemné rábeszélésének engedve mégis élt az ajánlattal. Még mielőtt a jachtra értek volna, Vilmos meggondolta magát és visszasietett a városba, hogy részese legyen az eseményeknek, ám eddigre a meneküléséről értesülő durrësiak szemében már elveszítette a becsületét.
Bár a lázadásban részt vevő, döntően paraszti elemek politikai szervezettségéről nem lehet beszélni, vezetőik eleinte Mustafa Ndroqi és helyettese, Xhenabil Adili voltak, hamarosan azonban Haxhi Qamili lett a felkelés meghatározó vezéralakja. Közkeletű elnevezésükként el is terjedt a haxhiqamilisták (haxhiqamilistët) fordulat. Mellettük meghatározó szerepet játszott a lázadásban a fegyveres felkelők csapatait irányító Qamil Haxhi Fejza és Tirana muftija, Musa Qazimi. Május 26–28-án a Nemzetközi Ellenőrző Bizottság tárgyalást folytatott a felkelők vezetőivel. Ennek során kiderült, hogy a fő felbujtók ideológiailag az ifjútörök mozgalomhoz köthetőek, és lázadásuk mutat némi vallási jelleget is. Elsősorban Esat Toptani, „a muszlim hit mártírja” eltávolítását jelölték meg felkelésük közvetlen kiváltó okául, de fő céljuk az oszmán fennhatóság visszaállítása volt. Ez utóbbit tükrözte jelmondatuk is: „A szultánt akarjuk!” (Duam Babëri!), amelynek eltorzításából alakult ki másik elnevezésük: dumbabisták (dumbabistët). Igényt formáltak arra, hogy a Nemzetközi Ellenőrző Bizottságnak legyen egy muszlim tagja, hozzáértő és kompetens államférfiakból alakuljon új kormány, valamint garanciákat kértek arra, hogy az északi hegyvidék katolikus törzsi harcosait a kormány nem küldi ellenük. A tárgyalás során felmerültek az ország infrastrukturális elmaradottságából fakadó egyéb olyan követelések is, mint több iskola létesítése, jobb úthálózat kiépítése, a csendőrség megerősítése stb. A felek nem tudtak megegyezésre jutni, és a lázadás folytatódott. A felkelők június 3-ai kavajai gyűlésén egyfajta forradalmi kormányzatot alakítottak, és korábbi követeléseik mellett új igényeket fogalmaztak meg, például a török mint államnyelv vagy legalábbis az arab betűs albán ábécé bevezetését.

## A hadi szerencse alakulása

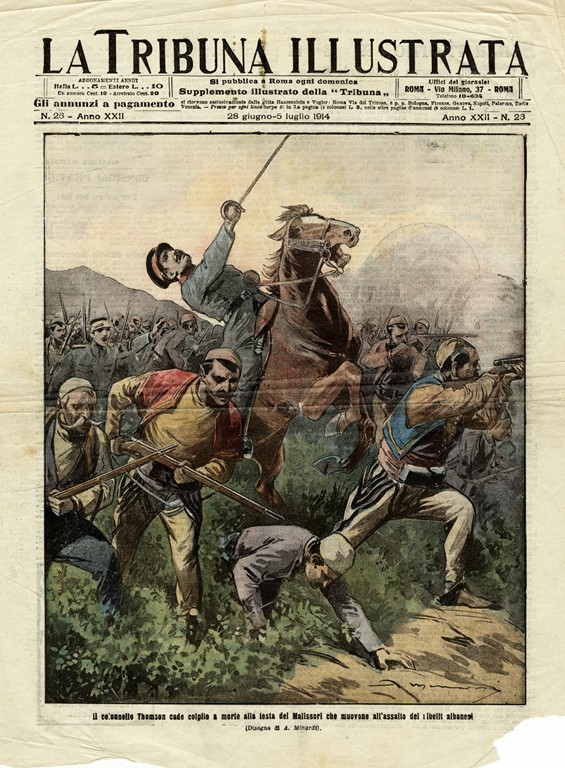
A június 15-ei csata romantikus ábrázolása, középpontjában a halálos sebet kapó Thomson tábornok alakjával

Június 1-jére hétszáz harcos élén megérkezett Durrës térségébe a mirditai nemzetségfő – egyúttal a Përmeti-kormány külügyminisztere – Prenk Bibë Doda és Marka Gjoni, valamint a gyakori hadakozásokban magát kitüntető lezhai római katolikus püspök, Luigj Bumçi. Ennek ellenére június 15-én a mindaddig a rashbulli magaslaton várakozó lázadók megindultak Durrës felé, de végül a helyi kormányerők, az északi katolikus és koszovói harcosok egyesített erővel megfutamították őket. Maga Vilmos fejedelem is a frontvonalban harcolt. A győzelemért súlyos árat fizettek: a kormányoldalon negyvenen vesztették életüket, köztük a korábban hadseregparancsnokká és Durrës városparancsnokává megtett holland Lodewijk Thomson tábornok, a lázadók soraiból pedig több százan estek el. Másnap, június 16-án ismét Durrës ellen vonultak a felkelők, de a fejedelem serege és a Duncan Heaton-Armstrong kapitány vezette tüzérség visszaverte őket. Ez alkalommal az idős kormányfő, Turhan Përmeti tüntette ki magát azzal, hogy a lövészárokban biztatta a katonákat. Június 17-én ezer hegyvidéki (malësor) harcos élén Henri Kroon csendőr őrnagy is megérkezett Durrësba, és az elesett Thomson helyére lépve átvette a város védelmének irányítását. Ugyanakkor a lázadók is utánpótlást kaptak, és még aznap sikeresen áttörték Durrës védelmét. A kormánycsapatok mintegy fele megadta magát, négyszázan pedig életüket vesztették. 1914. június 18-án Vilmos fejedelem rajtaütést szervezett a rashbulli magaslaton állomásozó felkelők ellen, de a kormányt támogató katonai erők vezetői között hosszas vita alakult ki a stratégiát illetően, így a mozgósításról értesülő lázadók fel tudtak készülni a támadásra. Ezen, valamint a mirdita harcosok fegyelmezetlenségén megbukott a katonai akció. Nyolcvanan elestek, további százhúszan megsebesültek, a megmaradt sereg nagy része pedig fegyvereiket hátrahagyva fejvesztve menekült Rashbull mellől. Egyedül Kroon őrnagy csendőrosztaga és az Isa Boletini vezette koszovói harcosok álltak helyt, és bár végül ők is visszahúzódtak Durrësba, súlyos veszteségeket okoztak a lázadók oldalán.
A fejedelemhez és a kormányhoz hű erők kétségbeesetten szervezték tovább a felkelők elleni harcot, több-kevesebb sikerrel. A hadsereg holland tisztjei, megtapasztalván Doda katonáinak fegyelmezetlenségét, azt javasolták a fejedelemnek, hogy a mirditaiakat vonják ki a hadsereg kötelékéből, és helyezzék a csendőrség parancsnoksága alá. A mirditai Prenk Bibë Doda a lázadók krujai csoportjával tárgyalt az ellenségeskedés megszüntetésének feltételiről. Aziz Vrioni – az előző hónapban menesztett mezőgazdasági miniszter – kormánykatonák élén még június 17-én Beratból északra nyomult, és Kavajáig szorította vissza a felkelőket, később azonban vissza kellett húzódnia a felkelők ellentámadása elől, magát Vrionit pedig a lushnjai lázadókkal való együttműködés vádjával letartóztatták. Június 19-én kormányhű önkéntesekből, holland csendőrtisztek irányításával fegyveres csapatok szerveződtek Vlorában is azzal a céllal, hogy Lushnjából és Peqinből is kiverjék az inszurgenseket.
A Përmeti-kormány új belügyminisztere, Aqif Elbasani június 21-én muszlim imámokat menesztett a lázadók táborába tárgyalni. Az egyeztetések során az oszmanista céljaikat ideiglenesen félretevő felkelők kijelentették, hogy csak abban az esetben hajlandóak Vilmos fejedelem és az albán zászló fennhatóságát elismerni, amennyiben tíz évre mentesülnek a katonai szolgálat és az adózás alól, teljes amnesztiában részesülnek és a fegyvereiket sem kell beszolgáltatniuk. Emellett háromnapos tűzszünetet kértek, amit Vilmos másnap, június 22-én ki is hirdetett annak dacára, hogy a hadsereg holland tisztjei ezt ellenezték. Úgy gondolták ugyanis, hogy a tűzszünetet a lázadók a Durrëstól északra állomásozó Prenk Bibë Doda megtámadására használják fel. Eközben maga Doda szegte meg a tűzszünetet, amikor Durrëstól északra, az Ishëm völgyében harcba bocsátkozott a lázadókkal, de június 23-án Slinzánál a felkelők foglyul ejtették. Később elengedték, és Doda, amint neszét vette a shkodrai muszlimok és katolikusok közötti villongásoknak, elvonult északnak. Csupán néhány kisebb alakulatot hagyott hátra, amelyek a tirana–shijaki országútig szorították vissza a felkelőket. Időközben kormánykörökben minden alap nélkül elterjedt a nézet, hogy Doda átállt a lázadók oldalára, és június 22-én menesztették a külügyi tárca éléről. Maga Doda cáfolta ezeket a híreszteléseket azzal, hogy június 26-án emberei élén ismét Preza és Shijak térségében harcolt a felkelők ellen. Június végén Ismail Qemali szervezett kormánycsapatokat Vlorában és az attól délre fekvő városokban, hogy a felkelők és a délen előrenyomuló északepiróták támadásait visszaverjék.
Időközben június 24-én a tűzszünet is véget ért, és a harcok kiújultak a kormányerők és a lázadók között húzódó front más szakaszain is. Egyidejűleg Shijakban ismét tárgyalóasztalhoz ültek a fejedelem és a lázadók képviselői, de a megbeszélések ismét eredménytelenül zárultak. A fejedelem és az albán kormány helyzete egyre reménytelenebbé vált. A lázadók még aznap, június 24-én elfoglalták Elbasant, és a város helyőrségéből ágyúkat és géppuskákat zsákmányoltak. Berat ugyanaznap szintén a felkelők kezére került, Fierből pedig a Bertashi Zagrani vezette lázadók futamították meg a kormánycsapatokat. A harc kilátástalanságát tapasztalva egyre többen dezertáltak a hadseregből és tértek vissza otthonaikba. Magában a fővárosban sem volt feszültségektől mentes a hangulat, a helyi katolikusok egy csoportja Vilmos trónfosztására szövetkezett, s a kormány néhány tagját is megnyerték ügyüknek. A helyzetet tovább súlyosbította, hogy június közepétől a Dél-Albániát elfoglaló északepiróták és a közép-albániai fegyveres felkelők több vidéken együttműködtek.
Június 27-én George Fraser Phillips ezredes, Shkodra katonai kormányzója ismét találkozott Shijakban a lázadók képviselőivel, akik továbbra is elutasították Vilmost és egy muszlim uralkodót követeltek. A hadsereg holland tisztje, Sluys őrnagy türelmetlenül megüzente a lázadóknak, hogy a továbbiakban amennyiben tárgyalni akarnak, Durrësba kell jönniük. Përmeti miniszterelnök ezzel nem értett egyet, és a fejedelemnél kezdeményezte Sluys őrnagy elhelyezését a fővárosból. Ugyancsak június 27-én Doda elfoglalta a lázadók kezén lévő Prezát, majd rávette Ahmet Zogollit, hogy kétezer fegyveresével siessen a kormányerők segítségére. Zogolli csatlakozott a felkelők elleni harchoz, s előbb kiűzte a lázadókat Krujából, majd csapatai elfoglalták állásaikat Tirana mellett. A támadásra azonban nem szánta el magát, embereinek egy része ugyanis nyíltan rokonszenvezett a muszlim felkelők céljaival, de a közömbösebbek is húzódoztak a testvérháború gondolatától. Seregéből sokan hazatértek, csapatai megfogyatkoztak, ezzel szemben a tiranai felkelők számban egyre gyarapodtak és látványos túlerőben voltak. Ennek oka az volt, hogy július folyamán a lázadás központja áttevődött Shijakból Tiranába, és megtették az előkészületeket a Toptani-féle 1913-as Közép-albániai Köztársaság újraszervezésére. A felkelők tárgyalásokat folytattak Zogollival is. Egyes források szerint saját érdekeit szem előtt tartva felajánlotta szolgálatait a felkelőknek, de valószínűbb, hogy éppen a felkelők hívták Zogollit a soraikba, amit ő Vilmosnak tett hűségesküjére hivatkozva visszautasított. Végül dolgavégezetlen és Vilmos ellenkező értelmű parancsával szembeszegülve elvonult Tirana mellől, kiürítette Kruját és visszatért burgajeti várkastélyába. Zogolli meg volt győződve arról, hogy Vilmos fejedelem helyzete reménytelen, és bár elviekben támogatta egy nyugati típusú, demokratikus alkotmányos monarchia létrejöttét, de tudta azt is, hogy Albániában ezt a célt csak despotikus módszerekkel lehet elérni. Ennek ellenére még július folyamán közreadott egy kiáltványt, amelyben 150 ezer muszlim albán nevében kinyilvánította, hogy az albánok továbbra is hűek Vilmos fejedelemhez, és a felkelés csupán a külföldi agitátorok által feltüzelt kisebbség műve. Válaszul a lázadók berati csoportja egy ellenkiáltványt fogalmazott meg, amelyben a felkelésükhöz való csatlakozásra szólították fel az albánságot, hogy közös erővel űzhessék el az idegen uralkodót, egyúttal meglepő fordulattal utaltak rá, hogy mozgalmuk a nagyhatalmak támogatását is élvezi. A Zogolli-féle hamis képet festő kiáltvánnyal szemben az uralkodó és kormánya nagyon is nehéz helyzetben volt. Zogolli visszavonulása után Prenk Bibë Doda is megtorpant Shijaknál, és ahelyett, hogy megtámadta volna a lázadókat, visszavonult északra és feloszlatta a seregét.
A shijaki felkelők képviseletében Mustafa Ndroqi július 19-én tárgyalni hívta a Nemzetközi Ellenőrző Bizottság tagjait, de a nagyhatalmak képviselői válaszlevelükben világossá tették, hogy a megbeszéléseknek a fővárosban kell lezajlaniuk, vagy – amennyiben a felkelők nem éreznék szavatolva a biztonságukat – valamelyik, a Durrësi-öbölben horgonyzó hadihajó fedélzete is szolgálhat a tárgyalás helyszínéül. A találkozó nem jött létre.

## A felkelés győzelme és gyors bukása

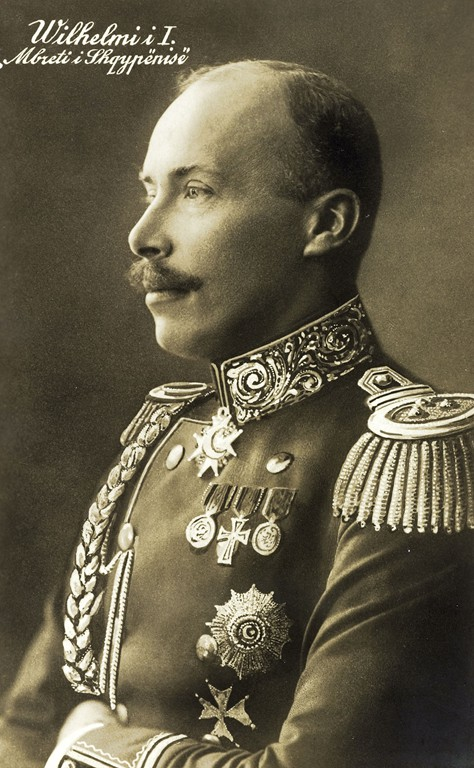
Vilmos fejedelem 1914-ben

Vilmos fejedelem egyre nehezebb helyzetbe került. A felkelők létszámukat tekintve 1914 nyarára óriási fölénybe kerültek az egyre fogyatkozó számú kormánycsapatokkal szemben. A nagyhatalmak az 1913-as albán statútumban ugyan garanciát vállaltak az Albán Fejedelemség önállóságának és semlegességének garantálására, anyagi és katonai téren mégsem segítették hatékonyan az albán államszervezők erőfeszítéseit. A holland tisztek irányította albán csendőrség harci kedvét és motiváltságát a folyamatos harcok erodálták, s 1914. július 27-én a testület feloszlott. Jóllehet, román, osztrák, német, bolgár és amerikai önkéntesek is harcoltak Albánia területén, a fejedelemnek immár háromfrontos harcot kellett folytatnia: a közép-albániai felkelés mellett Dél-Albániát 1914 februárja óta az Észak-epiruszi Autonóm Köztársaság irreguláris hadereje tartotta megszállás alatt, északon pedig megújultak a szerbek és a montenegróiak betörései albán területekre. Az államkincstár augusztus közepi kimerülése végleg megpecsételte a fejedelemség sorsát. A helyzet kilátástalanságát érzékelve a Nemzetközi Ellenőrző Bizottság képviselői augusztus 31-én Shijakba mentek, hogy tárgyaljanak a felkelők vezetőivel, de megérkezésük után azonnal visszarendelték őket Durrësba. Az albán csendőri testületben ugyanis zendülés tört ki, és a felkelők fegyveres támogatásával fenyegetőztek, amennyiben a fejedelem zsoldjuk kifizetését elmulasztva hagyná el az országot. A rendkívüli helyzetet kihasználva a felkelők egy csoportja megtámadta Durrëst, és lövéseket adott le a fejedelmi palotára. Noha többen csatlakoztak a fejedelem védelmét biztosító testőrséghez, a felkelők végül behatoltak a városba és ideiglenesen felhúzták az oszmán lobogót. Augusztus folyamán a kormányellenes felkelők Haxhi Qamili vezetésével már korábban bevették Lushnját, majd szeptember 1-jén bevonultak Vlorába is, és kitűzték az oszmán birodalmi zászlót.
A felkelők szeptember 1-jén levelet intéztek a Nemzetközi Ellenőrző Bizottsághoz azzal a követeléssel, hogy Vilmos azonnal hagyja el az országot, ellenkező esetben megadásig tűz alá veszik a fejedelmi palotát. Vilmos két nappal később, 1914. szeptember 3-án elfogadta a felkelők követeléseit és a Nemzetközi Ellenőrző Bizottság hasonló szellemű tanácsát. Az olasz Misurata jacht fedélzetén Zsófia, Turhan Përmeti miniszterelnök és a kormány néhány tagja társaságában reggel hét órakor elhagyta Albániát. Vilmos távozása után a Nemzetközi Ellenőrző Bizottság vette át újra az államügyek irányítását, de az első világháború kirobbanásával a hat európai nagyhatalom küldötteiből álló testület is működésképtelenné vált, így 1914. szeptember 6-án feloszlatta önmagát.
A közép-albániai lázadók még ugyanaznap, 1914. szeptember 6-án bevonultak Durrësba, és az utcákon felvonták a török lobogót. Az uralkodónak a városban maradt híveit bebörtönözték. Szeptember 11-én a lázadók Mustafa Ndroqi vezetésével összehívták szenátusukat, amely kimondta az Oszmán Birodalom fennhatóságának restaurációját és a török államnyelvi státusának visszaállítását, egyúttal felajánlották az albán koronát az 1909-ben trónfosztott II. Abdul-Hamid oszmán szultán negyedik fiának, Mehmed Burhaneddin Efendinek. A török haditengerészetnél hadnagyi rangban szolgáló, huszonkilenc éves Burhaneddin céljaiknak megfelelő választásnak tűnt: öt évvel korábban már perbe fogták az alkotmányos rend megdöntésére és az abszolutizmus visszaállítására tett előkészületek vádjával. Ezzel a szimbolikus aktussal azonban véget is ért az oszmanista albán felkelés története. Noha szeptemberre már Vlora és Pogradec környéke is az ellenőrzésük alatt állt, a szenátusi ülés alatt kimutatkoztak és később tovább mélyültek a vezetők közötti véleménykülönbségek, az ország északi és déli részének albánjai pedig elhatárolták magukat a közép-albániai muszlim felkelők céljaitól.
Másfelől Esat Toptani pasa is visszatérni készült az országba. Toptani szerb földön szervezett zsoldoshadsereggel szeptember 20-án átlépte a szerb–albán határt. Október 2-án érte el Durrëst, és miután az érkezését előkészítő párthívei előzőleg meggyőzték Ndroqit, hogy intézzen támadásokat a Dél-Albániát elfoglaló északepiróták ellen, Toptani akadálytalanul foglalhatta el a védtelenül hagyott várost. Három nappal később, október 5-én Albánia állam- és kormányfőjévé, valamint a hadsereg főparancsnokává kiáltatta ki magát, a lázadók szenátusának tagjait pedig életveszélyesen megfenyegette, hogy ezen jogaiban elismerjék. Puccsal szerzett hatalma és erőszakos kormányzása azonban ellenérzést váltott ki az albánság nagy tömegeiben. 1914. november 23-án Közép-Albánia-szerte kormányellenes felkelések törtek ki, jórészt ugyanazokkal a lázadóvezérekkel a háttérben, akik korábban Vilmos fennhatósága ellen fogtak fegyvert. A lázadásnak két nagyobb központja körvonalazódott ki: Haxhi Qamili és Musa Qazimi vezetésével Tiranában, illetve Qamil Haxhifeza irányítása alatt Elbasanban szerveződtek meg a nagyobb ellenálló csoportok. December 20-án a Toptani-ellenes felkelők megalakították a Krujai Liga néven ismert szövetséget, amelynek vezetőjéül Haxhi Qerimit választották. December 29-én közzétett kiáltványukban ismertették régi-új céljaikat: Esat Toptani durrësi kormányának elűzése, a török fennhatóság restaurálása, az albán korona felajánlása az Oszmán-ház egyik tagjának.

## Ideológiai háttere és motívumai
Az 1914-es közép-albániai felkelés motívumairól megoszlanak a történetírói vélemények. Ennek megfelelően hol eszadista (Esat Toptani politikai céljait követő), hol a keresztény fejedelemmel szembehelyezkedő oszmanista (az Oszmán Birodalom fennhatóságát, oszmán uralkodó trónra lépését követelő) felkelésről esik szó. Esetenként a mozgalom vallási jellegét emelik ki az iszlamista jelzővel, máskor pedig a lázadás társadalmi bázisát kihangsúlyozó parasztfelkelésként említik. Ezekből a példákból kiviláglik, hogy nem egyetlen jól meghatározott célért, azonos érdekek mentén szerveződő csoportok politikai akciójáról, hanem egy spontán módon kirobbanó és mozgatórúgóiban, céljaiban a későbbiekben is heterogén mintázatot, széttartó fejlődési irányokat mutató, alulról szervezett felkelésről volt szó. A közvetlen kiváltó okokat tekintve valóban az Esat Toptani eltávolítása és Olaszországba való száműzése feletti felháborodás ötvöződött oszmanista politikai elképzelésekkel, amelyeknek a birodalmi zászló használata adott hangsúlyt. A felkelés politikai és társadalmi céljainak tarka kavalkádjában ezek a motívumok végig kitapinthatóak voltak. Más – jellemzően a kommunista történetíráshoz köthető – tanulmányok azonban a felkelés társadalmi hátterét domborítják ki. Nevezetesen azt, hogy a feudális földtulajdon-szerkezettel és az ország fő politikai tényezőjének számító földbirtokosréteggel, a bégekkel elégedetlen nincstelen parasztok csalódva látták, hogy helyzetük jobbítását Vilmos fejedelemtől sem várhatják, és haladó társadalmi céljaik érdekében ragadtak fegyvert. Valóban, a felkelők az ellenőrzésük alá került területek – különösen Tirana és Elbasan környékének – nagybirtokait június folyamán többször feldúlták, és ez már az eszadista motívumok erodálását jelezheti, hiszen Esat Toptani latifundiumait sem kímélték. Mindehhez hozzájárult Vilmosnak az albán néplélek számára megbocsáthatatlan gyávasága, az tudniillik, hogy a felkelők május 23-ai durrësi bevonulása idején a fejedelem családjával együtt a Misurata jachtra menekült. Jóllehet, szinte rögtön vissza is tért a városba, mindez azonban súlyos arcvesztéssel járt számára, az albánok egy része többé nem tekintett rá uralkodóként. Így kaphatott a felkelés során egyre erősebb hangsúlyt Vilmos fejedelem személyének és az őt képviselő kormányszervek elutasítása, és öltött a felkelés egyre határozottabban kormányellenes jelleget. Több történeti munka az Oszmán Birodalom, Görögország, Olaszország vagy Szerbia kezét – vagy éppenséggel mind a négy ország támogatását – sejteti a felkelés hátterében egészen odáig, hogy ezen országok katonatisztjei is részt vettek a felkelők harci cselekményeinek irányításában. Végeredményben megállapítható, hogy a közép-albániai felkelés nagyban hozzájárult nem csupán Albánia destabilizálásához és végső soron Vilmos fejedelem meneküléséhez, de a nemzetköziség szemében bizonyítékként szolgált arra, hogy az albánok éretlenek és képtelenek saját államiságuk megszervezésére.